# Festival Acústica Figueres

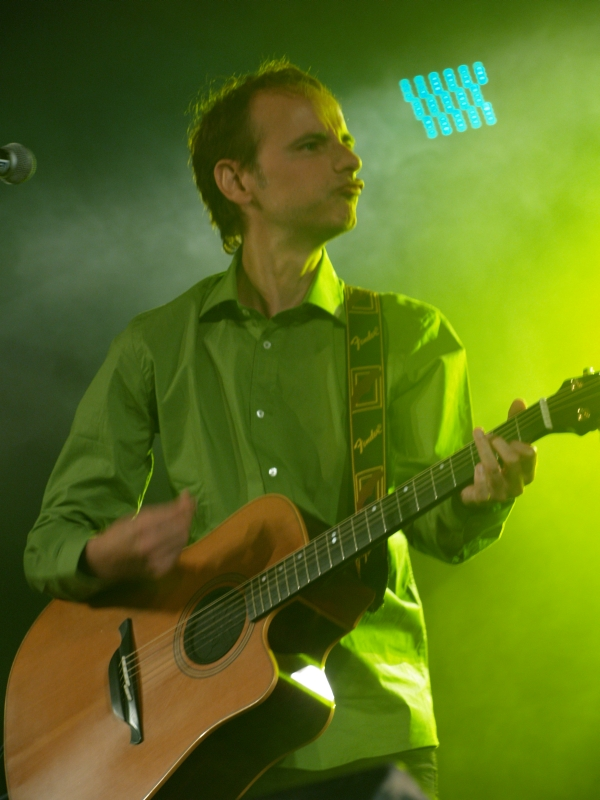
Lluís Gavaldà al Festival Acústica Figueres 2009

El Festival Acústica Figueres és un festival musical que se celebra a Figueres des de l'any 2002. Ocupa espais urbans del centre de la població a l'entorn del Museu Dalí. Cada any s'hi celebren una trentena d'actuacions entre finals d'agost i principis de setembre. La particularitat del festival és que la gran majoria dels artistes que hi actuen ofereixen el seu repertori en format desendollat o unplugged.
L'any 2011 celebrà la desena edició amb espectacle especial dedicat a Salvador Dalí. Amb motiu d'aquesta efemèride, Televisió de Catalunya n'emeté un documental.